# Коротков, Константин Станиславович
Константин Станиславович Коротков (род. 14 сентября 1937 г., Краснодар, СССР) — советский и российский радиоинженер, главный конструктор радиоизмерительных комплексов, доктор технических наук, профессор

## Биография
Константин Станиславович Коротков родился в г. Краснодаре в 1937 году. В 1963 году окончил Таганрогский радиотехнический институт по специальности «Радиотехника». В 1976 году защитил диссертацию «Исследование и разработка измерительного приемного устройства СВЧ для целей ЭМС» на соискание ученой степени кандидата технических наук по специальности «Радиоизмерительные приборы» в Севастопольском приборостроительном институте. С начала 1960-х годов работал в Краснодарском конструкторском бюро радиоаппаратуры и являлся главным конструктором ряда ключевых ОКР и НИР в результате которых были созданы первые векторные анализаторы нелинейных СВЧ устройств. В 2002 году, в Таганрогском государственном радиотехническом университете защитил диссертацию «Методы определения комплексных коэффициентов передачи и отражения СВЧ-устройств с преобразованием частоты» на соискание ученой степени доктора технических наук по двум специальностям: «Радиотехника, в том числе системы и устройства радионавигации, радиолокации и телевидения» и «Антенны, СВЧ - устройства и их технологии».
В настоящее время — профессор Кубанского государственного университета, заведующий лабораторией метрологии и радиоизмерений СВЧ. Специалист в области измерительной техники СВЧ и электромагнитной совместимости.

## Научные достижения
Константин Станиславович Коротков являлся руководителем экспериментальных и теоретических работ выполненных в Краснодарском НИИ радиоизмерительной аппаратуры в 1964—1994 годах, в процессе создания малых партий промышленных образцов измерителей аплитудно-частотных, а в дальнейшем и фазочастотных характеристик СВЧ-устройств с преобразованием частоты.
Для передачи информации различного класса и назначения с помощью радиосигналов СВЧ, наибольшее распространение получили методы их фазовой модуляции, как наиболее помехозащищенные. Особую роль фазомодулированные радиосигналы СВЧ играют в космической отрасли благодаря их способности проникать сквозь ионосферу Земли. Поэтому такие сигналы широко применяются при создании фазированных антенных решеток радиолокационных станций, в системах навигации, управления и наведения летательных аппаратов различного класса и назначения, в радиолокационных системах, использующих эффект Доплера.
Все эти области применения фазовой модуляции используют принципы супергетеродинной обработки информации, основными элементами которых являются устройства, выполняющие преобразование частоты — СВЧ-смесители. Преобразование частоты в подавляющем большинстве случаев происходит в нелинейных элементах — диодах или транзисторах СВЧ, которые содержат в своем составе реактивности в виде барьерных емкостей p-n переходов и индуктивностей объема полупроводника, по которому протекает ток, а следовательно, эти реактивные элементы осуществляют временную задержку преобразуемых по частоте входных СВЧ-сигналов, что эквивалентно сдвигу фаз, вносимому в сигнал в процессе преобразования его частоты. Поэтому, особенно в случае фазовой модуляции, вносимый СВЧ-смесителем во входной СВЧ-сигнал сдвиг фаз, создает искажения передаваемой информации, поскольку этот сдвиг фаз нелинейно зависит от частоты и амплитуды входного СВЧ-сигнала. Следовательно, необходимы приборы и методы, позволяющие измерять такие фазовые сдвиги для их последующей компенсации.
В связи с острой потребностью в таких приборах, Научно-производственное объединение «Алмаз» им. А. А. Расплетина длительное время заказывало разработку и выпуск небольших промышленных партий подобных приборов Краснодарскому КБ радиоаппаратуры — Краснодарскому НИИ радиоизмерительной аппаратуры «Ритм» по темам «Хвала», «Хопер», «Хватка».

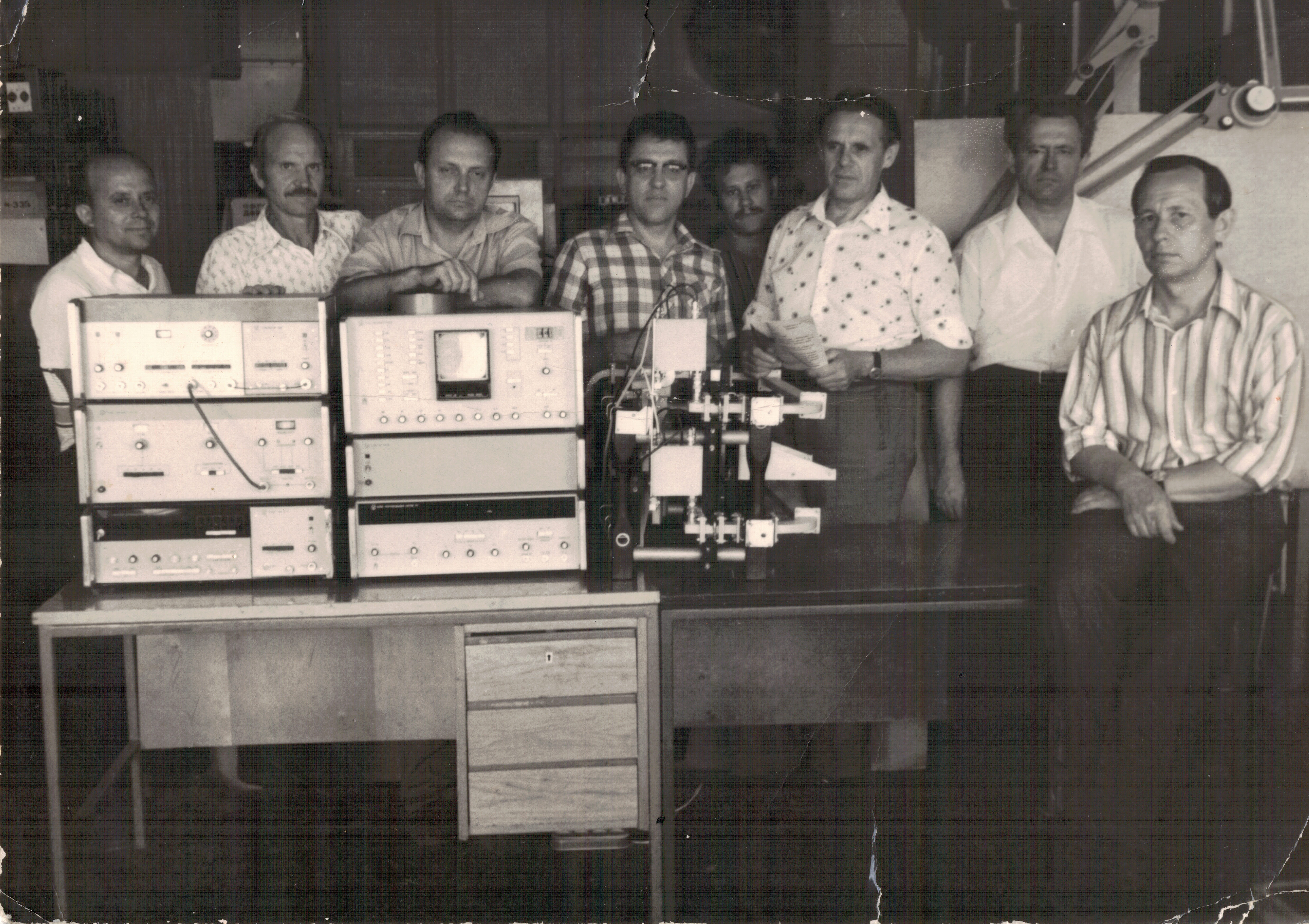
Разработчики комплекса для анализа СВЧ-устройств с преобразованием частоты. В центре — главный конструктор К. С. Коротков, 1979 г.

- В 1980-х годах НПО «Алмаз» на основании постановления ЦК КПСС и Совета Министров СССР № 227-85 от 16.03.81 г. финансировалась НИР «Реал», направленная на изыскание путей построения панорамных измерительных приборов для измерения комплексных коэффициентов передачи и отражения СВЧ устройств с преобразованием частоты (главный конструктор Коротков К. С.). В результате этой НИР была поставлена и успешно завершена ОКР «Реал-1» по разработке трех комплектов приборов, предназначенных для панорамного наблюдения АЧХ и ФЧХ СВЧ устройств с преобразованием частоты и измерения модуля и фазы их комплексных коэффициентов передачи и отражения. В результате проведения ОКР «Реал-1» была выпущена промышленная партия приборов РРК4‑001, РРК4-002, РРК4-003 в количестве 30 штук, перекрывающих диапазон частот от 3 до 12 ГГц, специально предназначенных для испытания смесителей.
- В 1989 году по заказу Научно-исследовательского электромеханического института «Антей» были проведены исследования с целью разработки приборного комплекса по НИР «Фактура» и ОКР «Фактура-1» по теме «Разработка измерителя АЧХ и ФЧХ импульсных устройств с преобразованием частоты «вверх» (главный конструктор Коротков К. С.), предназначенного для измерения действительных значений модуля и фазы коэффициентов передачи СВЧ-смесителей на основе нового способа измерения суммы и разности фаз двух смесителей[2]. Потребность в таких приборах была столь велика, что уже приборный комплекс, созданный в результате НИР был использован при отработке новых систем вооружения.Приборный комплекс для измерения параметров СВЧ-смесителей по НИР "Реал". КНИИРИА "Ритм", г. Краснодар, конец 1970х - начало 80х.

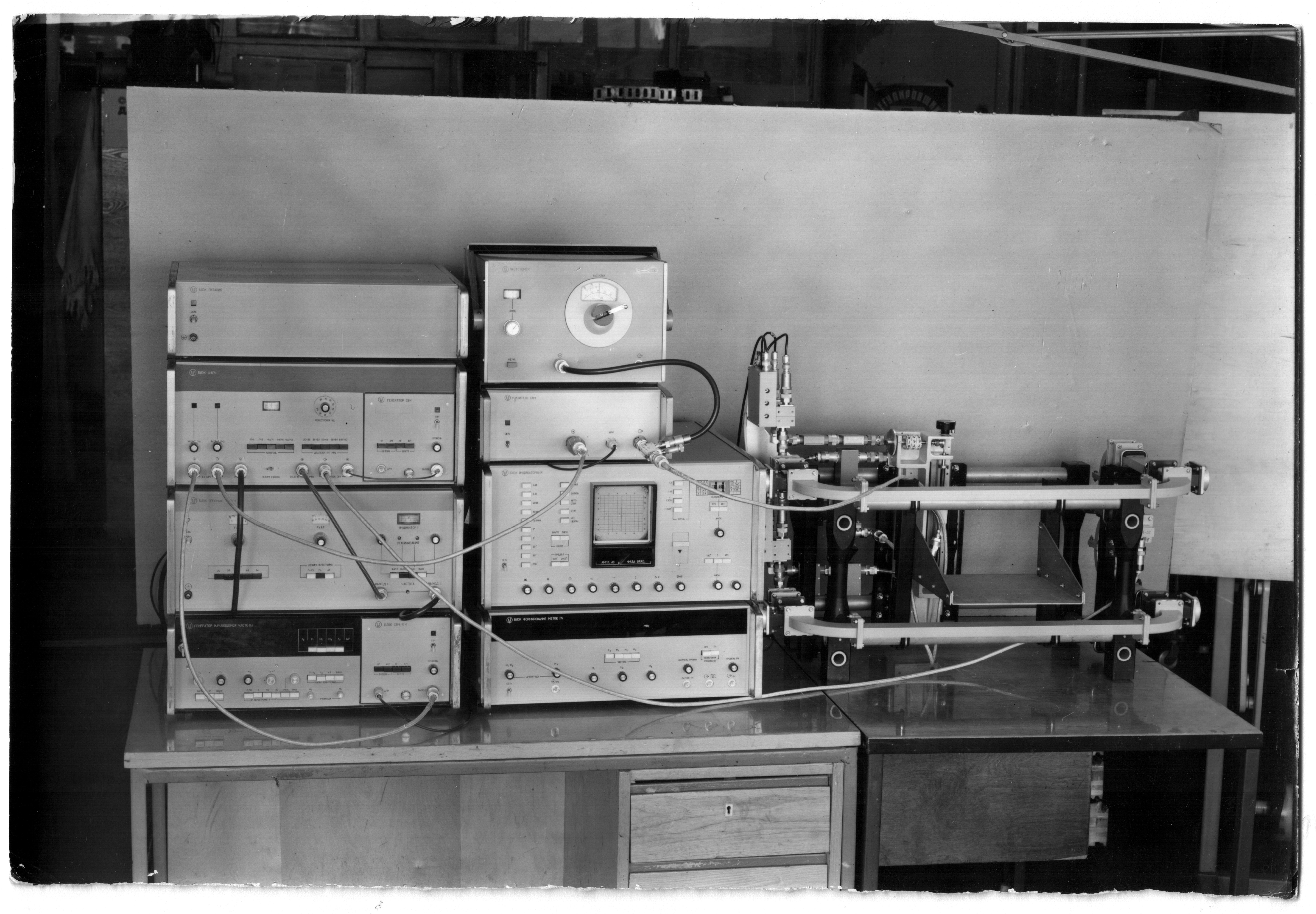
Приборный комплекс для измерения параметров СВЧ-смесителей по НИР "Реал". КНИИРИА "Ритм", г. Краснодар, конец 1970х - начало 80х.

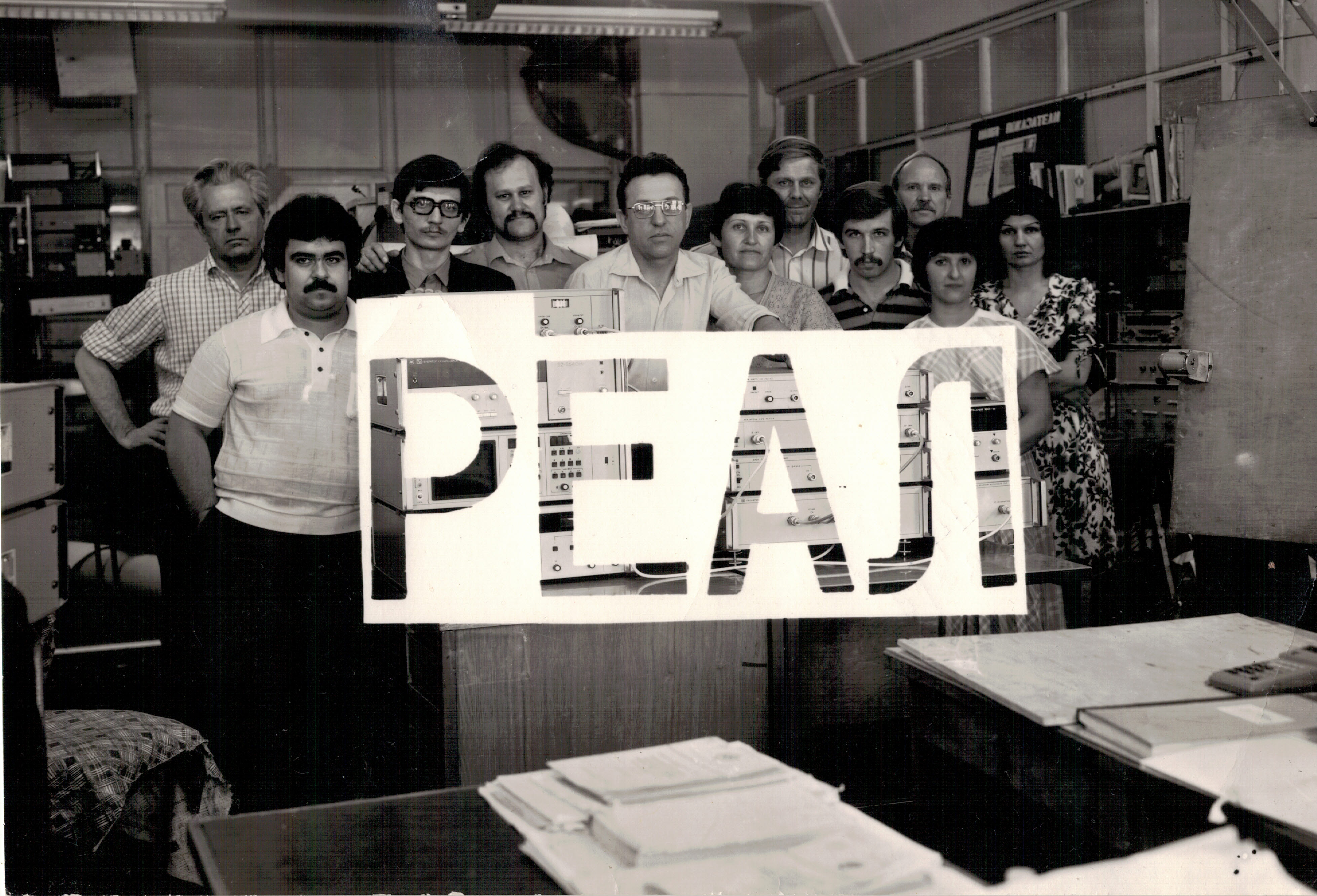
Разработчики приборного комплекса «Реал-1», главный конструктор К. С. Коротков в центре. Краснодарский НИИ РИА «Ритм», 1980-e годы

- В 1993 году по инициативе Омского Центрального конструкторского бюро автоматики была начата разработка ОКР по созданию «Измерительного стенда для настройки устройств с преобразованием частоты до 18 ГГц» (главный конструктор Коротков К. С.), в котором предусматривался режим измерения действительных значений сдвига фаз СВЧ-смесителя. Однако события по свертыванию производства в 1990-е годы привели к прекращению финансирования исследований в этой области в России.

Таким образом под руководством К. С. Короткова в второй половине 1980-х годов в СССР была впервые в мире создана технология выскоточного измерения параметров нелинейных СВЧ устройств с преобразованием частоты, первый аналог которой был реализован сотрудниками Аэрокосмической Корпорации США только спустя десять лет. Основным научным достижением Короткова К. С. явилось создание и всестороннее исследование метода измерения действительного значения сдвига фаз возникающего в  СВЧ-смесителе при гетеродинном преобразовании частоты. Разработанные позднее в США технологии таких измерений известны в настоящее время под общим названием «векторный анализ нелинейный цепей». Практически все современные векторные анализаторы цепей имеют опцию измерения параметров СВЧ устройств с преобразованием частоты.

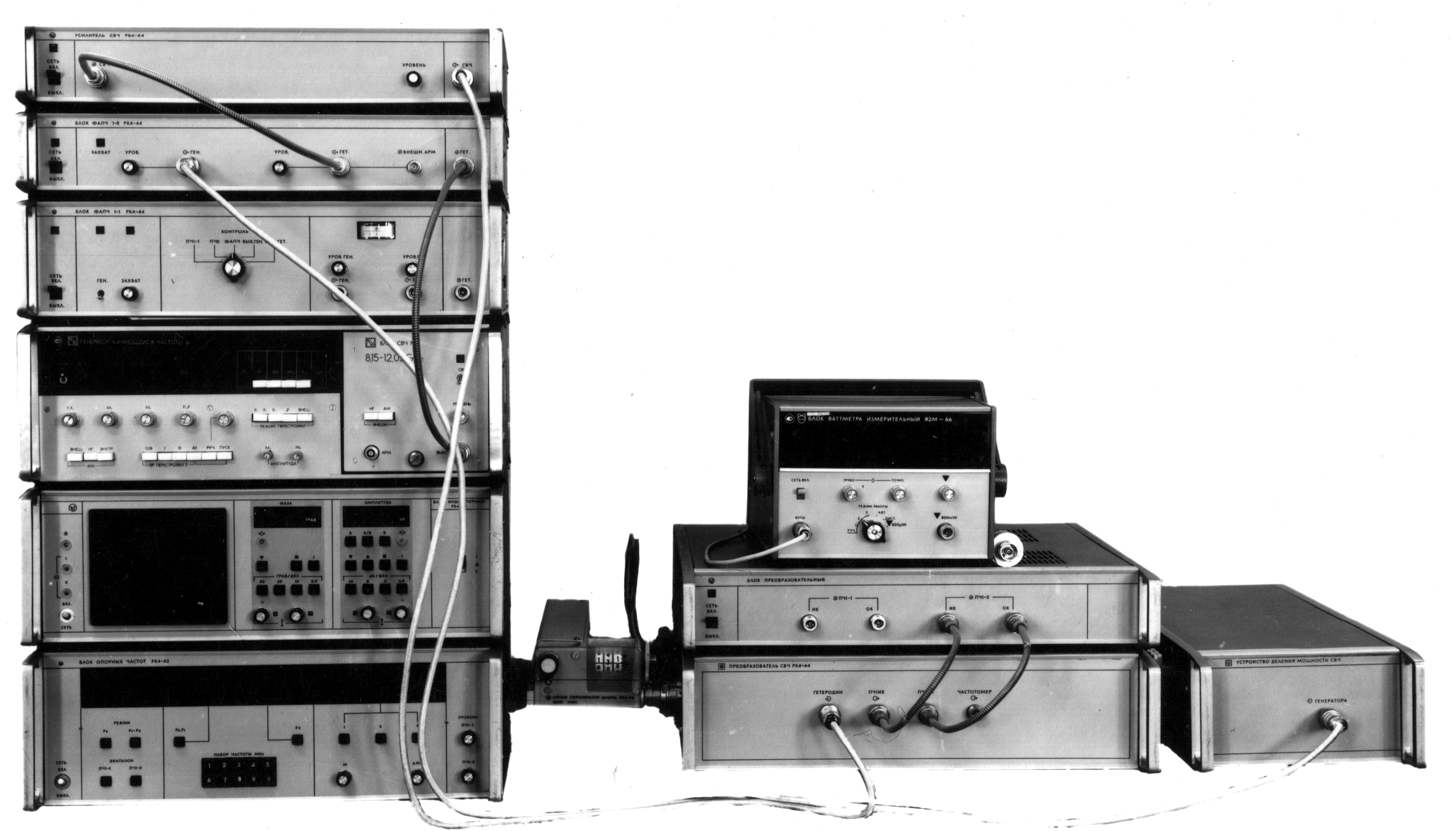
Приборный комплекс по ОКР "Реал-1", позволявший измерять разность АЧХ и ФЧХ двух СВЧ-смесителей. На его основе были поставлены НИР Фактура и ОКР Фактура-1 и впервые в мире создан прибор для измерения абсолютного сдвига фаз СВЧ-семсителя. КНИИРИА "Ритм", г. Краснодар 1980-е годы.

К. С. Коротков является одним из авторов панорамных измерителей параметров СВЧ-устройств типа Р2-132, Р2-142 и РК4-71, РК4-72, РК4-73, выпускаемых в настоящее время научно-производственной компанией АО НПК «Ритм» (г. Краснодар) и соавтором метода определения остаточных погрешностей калибровки векторных анализаторов цепей, который был использован при создании эталонов единицы волнового сопротивления.

## Основные работы
1. Коротков К. С., Малышков В. Е., Суровенный В. Г. Способ определения сдвига фаз четырехполюсников с преобразователем частоты // Авт. свид. СССР № 1475347 с приоритетом от 13.12.86. Зарегистрирован в Гос. реестре 22.12.86г.
2. Коротков К. С. Способ определения коэффициентов передачи четырехполюсников с преобразованием частоты // Авт. свид. СССР № 1596278. Опубл. 30.09.90. Бюллет. № 36.
3. Коротков К. С. Исследование возможностей создания измерителей разности фаз и разности коэффициентов передачи четырехполюсников с преобразованием частоты в сантиметровом диапазоне длин волн // Отчет по НИР. Гос. регистр. № Р36278. КНИИ РИА «Ритм». 1982, г. Краснодар.
4. Коротков К. С. Изыскание путей построения импульсных АХЧ и ФЧХ устройств с преобразованием частоты на базе приборов ФК2-15 // Гос. регистр. № У57678. КНИИ РИА «Ритм». 1985 г. г. Краснодар.
5. Коротков К. С. Разработка измерителя АЧХ и ФЧХ импульсных устройств с преобразованием частоты «вверх» // Пояснительная записка технического проекта, шифр «Фактура-1». Гос. регистр. № У57678.
6. Коротков К. С., Фролов Д. Р. Способ определения угла сдвига фаз СВЧ-устройства с преобразованием частоты // Патент РФ на изобретение № 2621368. Опубликовано 02.06.2017 Бюл. № 16